# 捷爾尼亞夫河
捷爾尼亞夫河（烏克蘭語：Тернява），是烏克蘭的河流，位於該國中北部基輔州，屬於捷捷列夫河的左支流，河道全長13公里，流域面積122平方公里，河漫灘寬200米。